# Marie von Schleinitz
Contessa Marie von Schleinitz (o Schleinitz-Wolkenstein) (Roma, 22 gennaio 1842 – Berlino, 18 maggio 1912) è stata una mecenate tedesca.

## Biografia
Maria von Schleinitz fu la figlia del diplomatico prussiano barone Ludwig August von Buch (1801-1845) e di sua moglie Maria von Nimptsch (1820-1897), che, una volta divenuta vedova, si risposò col principe Hatzfeldt. 
Negli anni sessanta dell'800, visse Parigi prima di trasferirsi a Berlino dopo le sue nozze col ministro della Casa reale di Prussia, il barone Alexander von Schleinitz, nel 1865. Nel 1886, si stabilì a San Pietroburgo col suo secondo marito. Nel 1894 risiedette a Vienna, dove il marito aveva ottenuto il posto dell'ambasciatore austriaco. Nel 1903, ritornò definitivamente a Berlino, dove morì nel 1912.

## Famiglia
Il 1º gennaio 1865, Maria von Buch sposò Alexander von Schleinitz (1807-1885), che aveva 35 anni di più di lei. Nel 1879, egli divenne Conte, titolo che spettò anche alla moglie, e che venne dato dall'imperatore Guglielmo I di Germania, che aveva sentimenti d'amicizia nei confronti dei coniugi. Dopo la morte di Alexander, Maria si risposò col diplomatico austriaco, il conte Anton von Wolkenstein-Trostburg (1832-1913), il 16 giugno 1886. Non ebbe discendenti né dal primo né dal secondo matrimonio. 
Anche sua madre, la principessa Hatzfeldt, frequentava i salotti dell'epoca, al pari di sua nonna, Leocadia von Nimptsch (1802-1867), che aveva introdotto la nipote nel bel mondo francese durante il suo soggiorno a Parigi. Fu in questo tempo che la baronessa iniziò a parlare correntemente il francese.

## Protettrice di Wagner
"Mimi", così come fu chiamata durante la gioventù, apprese lo studio del pianoforte fino ad un livello quasi professionale la passione per la musica le restò per tutta la vita. Assidua lettrice di Goethe, Schopenhauer e Nietzsche, si distinse come la protettrice appassionata di Richard Wagner. Dopo averlo conosciuto in occasione di un concerto nel 1863 a Breslavia, cominciò a sostenerlo con tenacia presso la corte e l'aristocrazia prussiana nel periodo 1860-1870. Grazie alla sua intercessione, l'imperatore Guglielmo I, che molto stimava la giovane contessa, prese parte all'inaugurazione del Festival di Bayreuth nel 1876. Fu anche la confidente intima della moglie del compositore, Cosima Wagner. Secondo una voce dell'epoca, Wagner 

## Salotto
Nel 1865, Mimi costituì un salotto letterario a Berlino, che divenne uno dei più brillanti dell'epoca, grazie al fascino e alla fama della sua ospite, oltre che alle sue qualità intellettuali e emozionali. Il salotto attirò uomini di Stato nonché artisti, poeti e soprattutto musicisti. Fu anche un luogo dove potevano incontrarsi nobili e borghesi, senza l'ostacolo della differenza di ceto sociale: infatti Mimi, pur appartenendo all'antica nobiltà prussiana, era scevra dei molti pregiudizi legati al proprio status sociale e per questo amava ricevere nel proprio salotto tutti, indipendentemente dalla loro condizione, coloro che condividevano i suoi gusti intellettuali e musicali. 
Grazie al suo impegno, il suo salotto fu uno dei centri del Wagnerismo tedesco. Fra gli abituali frequentatori si trovarono molti compositori e pittori, come pure degli ufficiali inclini alle arti e deputati del Reichstag: in particolare vi erano personalità liberali, in quanto la contessa e il marito erano opponenti risoluti del cancelliere Otto von Bismarck, che considerava il suo salotto un asilo del liberalismo. Il salotto Schleinitz venne chiuso con la morte di Mimi, nel 1912.

### Fonti
- Schleinitz, Otto Freiherr von (ed.), Aus den Papieren der Familie v. Schleinitz, Berlino 1904.
- per la corrispondenza coi Wagner, vedi:
  - Richard Wagner, Sämtliche Briefe, ed. Richard-Wagner-Stiftung Bayreuth, 13 tom., Lipsia 2000-2003.
  - idem, Schriften und Dichtungen, 16 tom., Lipsia 1911.
- per il salotto, vedi:
  - Philipp zu Eulenburg, Aus fünfzig Jahren, Berlino 1923, p. 58 seguente.
  - Fedor von Zobeltitz, Chronik der Gesellschaft unter dem letzten Kaiserreich, Amburgo 1922, Bd. 2, p. 77 seguente.

### Letteratura
- Hans von Wolzogen, Necrologio di Marie Gräfin von Wolkenstein-Trostburg, in: Bayreuther Blätter 1912, p. 169-72.
- Richard Graf Du Moulin Eckart, Cosima Wagner. Ein Lebens- und Charakterbild, Berlino 1929.
- Kurt von Reibnitz, Gräfin Schleinitz-Wolkenstein, in: Die große Dame. Von Rahel bis Kathinka, Dresda 1931, p. 138 seguente.
- Petra Wilhelmy, Der Berliner Salon im 19. Jahrhundert, Berlino e alib. 1989.